# Никоне (Перуђа)
Никоне је насеље у Италији у округу Перуђа, региону Умбрија.
Према процени из 2011. у насељу је живело 285 становника. Насеље се налази на надморској висини од 248 м.